# Sten Andersson (kemist)
Sten Eskil Andersson, född 20 september 1931, död 27 april 2022, var en svensk kemist. Han disputerade 1967 vid Stockholms universitet och blev 1983 professor i oorganisk kemi vid Lunds universitet. Han blev 1991 ledamot av Vetenskapsakademien.